# متلازمة مقاومة المجرى التنفسي العلوي
متلازمة مقاومة المجرى التنفسي العلوي (بالإنجليزية: Upper airway resistance syndrome)‏: هي اضطراب نومي نادر يتميز بتضيق المجاري التنفسية، ما يتسبب بانقطاع النوم. تشمل الأعراض الأولية التعب الشديد والأرق المزمن. يمكن أن تشخص المتلازمة بتخطيط النوم، وتمكن معالجتها بتغيير نمط الحياة اليومية والأجهزة السنية أو المعالجة بضغط المجاري التنفسية الإيجابي المستمر. تشابه متلازمة مقاومة المجاري التنفسية العلوية بعض أنواع انقطاع النفس النومي.

## الأعراض والعلامات
تتشابه أعراض المتلازمة مع أعراض انقطاع النفس الانسدادي النومي ولكنها ليست متداخلة في الأساس. أشيع الأعراض هي التعب والنعاس النهاري والنوم غير المنشط والاستيقاظ المتكرر خلال النوم.
يعاني العديد من المرضى من الأرق المزمن الذي يخلق صعوبات في الخلود إلى النوم والبقاء فيه. ونتيجة ذلك يعانون من انقطاع نوم متكرر. يُعتبر الشخير العالي أيضًا مؤشرًا لهذه المتلازمة، ولكن ليس عرضًا ضروريًا للتشخيص.
يعاني بعض المرضى من انخفاض ضغط الدم، الذي قد يتضمن خفة رأس، وقد يعاني بعضهم الآخر من صداع ومتلازمة الأمعاء الهيوجة (القولون العصبي).

## الفيزيولوجيا المرضية
تنتج متلازمة مقاومة المجاري التنفسية العلوية حين تتضيق المجاري التنفسية العلوية دون أن تنغلق. وبالتالي، يتناقص التدفق الهوائي أو يُعاوَض عبر زيادة الجهد التنفسي. يقود هذا النشاط الزائد في العضلات التنفسية إلى اليقظة من النوم، والتي قد يكون المريض واعيًا بها أو غير واعٍ.
مريض متلازمة مقاومة المجاري التنفسية النموذجي ليس سمينًا، ويملك وجهًا مثلثًا وفكًا خاطئ الاصطفاف يؤدي لمسافة أصغر خلف قاعدة اللسان. قد يملك المرضى عيوبًا تشريحية أخرى تسبب المتلازمة مثل انحراف وتيرة الأنف وضخامة القرينات السفلية أو انخماص صمام الأنف. تؤثر هذه المتلازمة في الذكور والإناث بأعداد متساوية. ليس من الواضح ما إذا كانت المتلازمة مجرد طور يظهر بين الشخير البسيط وانقطاع النفس النومي، أم أنها تصِف انحرافًا عن الفيزيولوجية الطبيعية للمجاري التنفسية العلوية.
قد يعاني الأطفال المصابون بالمتلازمة من أعراض ناتجة عن شذوذات صغرى في عظام الوجه أو بسبب اللوزتين المتضخمة أو الزوائد الأنفية.

## التشخيص
يمكن استخدام تخطيط النوم للمساعدة في تشخيص متلازمة مقاومة المجاري التنفسية العلوية. يُظهِر المرضى المصابون بهذه المتلازمة يقظات متعددة على تخطيط الدماغ الكهربائي خلال دراسة النوم، ودلائل قليلة إلى معدومة على انقطاع النفس الانسدادي أو انخفاض مستويات الأكسجين. تستمر يقظات المتلازمة أو الجهد التنفسي المرتبط بالتيقظ نموذجيًا لواحد إلى ثلاثة أنفاس. قد تنتج هذه اليقظات عن الشخير، ولكن ليس بالضرورة أن يعاني المريض من الشخير حتى يشخص بمتلازمة مقاومة المجاري التنفسية العلوية. يجب ألا تَعرِض نماذج تخطيط النوم أي دليلٍ على انقطاع التنفس أو ضعف التنفس لكي تُشخَّص المتلازمة. حتى بوجود تخطيط النوم ما يزال التشخيص صعبًا بسبب عدم كفاءة مجاري قياس التغييرات في تدفق الهواء. قد يؤدي نقص الحساسية في التحري إلى تشخيص خاطئ، بما أن التغيرات الصغرى غير القابلة للتحري في تدفق الهواء قد تكون مسؤولة عن هذه اليقظات. للوصول للتشخيص النهائي للمتلازمة، ينبغي وجود نموذج مثبت لضغوط مريئية سلبية أكبر يتبعها تغير سريع لمستوى أكثر إيجابية مع يقظة من النوم. يمكن إثبات ذلك بتخطيط النوم الغازي الذي يستخدم محول البالون المريئي وتخطيط سرعة تنفس كامل.
بناء على الأعراض، يشخَّص المرضى بشكل خاطئ أغلب الأحيان على أنهم يعانون من متلازمة التعب المزمن أو الألم العضلي الليفي أو اضطراب نفسي مثل متلازمة فرط الحركة ونقص الانتباه أو الاكتئاب.

## التدبير

### التعديل السلوكي
يشمل التعديل السلوكي الحصول على سبع إلى ثماني ساعات من النوم على الأقل وعدة تغييرات في نمط الحياة، مثل العلاج الوضعي. قد يوفر النوم على جانب واحد الراحة بدلًا من النوم بوضعية الاستلقاء بالإضافة لاستخدام الوسائد الوضعية، ولكن قد لا تكون هذه التعديلات كافية للعلاج في الحالات الأكثر شدة. يمكن أن يساعد تجنب المهدئات في الوقاية من استرخاء عضلات المجاري التنفسية، وبالتالي إنقاص احتمال حدوث انخماص. وقد يساعد تجنب المهدئات في إنقاص الشخير أيضًا.

### الأدوية
قد توصف الستيرويدات الأنفية لتخفيف الحساسيات الأنفية والحالات الأنفية السادة الأخرى التي تتسبب بمتلازمة مقاومة المجاري التنفسية العلوية.

### المعالجة بضغط مجرى التنفس الإيجابي
ضغط مجرى التنفس الإيجابي: هو معالجة مشابهة لتلك المستخدمة في انقطاع النفس النومي الانسدادي، ويعمل عبر دعم مجرى الهواء ليبقى مفتوحًا بواسطة الضغط، ما ينقص المقاومة. قد يساعد استخدام قناع الضغط في تلطيف أعراض المتلازمة. أظهرت التجارب العلاجية أن استخدام قناع الضغط بدرجة أربعة إلى ثمانية سنتيمترات فوق سطح الماء قد يساعد في إنقاص عدد اليقظات ويزيل النعاس. تعَد أقنعة الضغط المعالجة الواعدة الأهم لمرضى المتلازمة، ولكن تنقص فعاليته بنقص التزام (مطاوعة) المريض.

### التطبيقات الفموية
استُخدِمَت التطبيقات الفموية التي تهدف لتقديم اللسان والفك السفلي في إنقاص انقطاع النفس النومي والشخير، ولها إمكانية في علاج المتلازمة، ولكن يبقى هذا المنهج محط جدل. قد تكون التطبيقات الفموية بديلًا مناسبًا للمرضى الذين لا يستطيعون تحمل المعالجة بضغط المجرى الهوائي الإيجابي.

### الجراحة
تتضمن علاجات الانسداد الأنفي كلًا من جراحة الوتيرة واستئصال القرينات.
على الرغم من أنها أساليب أقل شيوعًا للعلاج، توجد خيارات علاجية عديدة منها: الجراحة اللهوية الحنكية البلعومية وتعليق العظم اللامي والجراحة اللسانية. تزيد الإجراءات من أبعاد المجاري التنفسية العلوية وتنقص من انخماص المجرى الهوائي. يجب فحص الشخص لكشف وجود الفتق الحجابي، الذي يمكن أن يتسبب باختلافات ضغط شاذة في المريء، وبدوره يحصر المجاري التنفسية أثناء النوم. يعتبر إنقاص النسيج الحنكي عبر الاستئصال الراديوي أيضًا إجراءً ناجحًا في معالجة متلازمة مقاومة المجاري التنفسية العلوية.

### المعالجة لدى الأطفال
العلاج الأولي للأطفال: هو استئصال اللوزتان المتضخمتان والقرينات عبر جراحة اللوزتين وجراحة الغدانيات. قد يُوصى بالمعالجة التقويمية المركِّزة على التوسيع لزيادة المساحة للسان، وقد تكون المعالجة بضغط المجاري التنفسية الإيجابي ضرورية لدى الأطفال المصابين بالمتلازمة.